# Умут Тохумджу
Умут Дегер Тохумджу (нім. Umut Deger Tohumcu, нар. 11 серпня 2004, Оффенбург, Німеччина) — німецький футболіст турецького походження, півзахисник клубу «Гоффенгайм 1899».

## Ігрова кар'єра

### Клубна
Умут Тохумджу починав займатися футболом у своєму рідному місті Оффенбург. Пізніше він грав за молодіжні команди клубів Бундесліги «Фрайбург» та «Гоффенгайм 1899». 
Саме у складі останнього Тохумджу і дебютував на професійному рівні, коли вийшов на заміну у матчі чемпіонату країни проти «Боруссії» (Менхенгладбах). У лютому 2024 року футболіст продовжив свій контракт з клубом до 2028 року.

### Збірна
Умут Тохумджу пройшов через всі юнацькі збірні Німеччини. У березні 2024 року він дебютував у складі молодіжної збірної Німеччини.